# كين دوريت
كين دوريت (بالإنجليزية: Ken Durrett)‏ مواليد 08 ديسمبر 1948 في بيتسبرغ - الوفاة 07 يناير 2001، كان لاعب كرة سلة أمريكي. بدأ مسيرته الاحترافية في سنة 1971. تم اختياره من قبل فريق سكرامنتو كينغز خلال الدرافت. حمل الرقم 33. بلغ طوله 6 قدم 7 بوصة (2.0 م). اعتزل اللعب في 1977. لعب مع سكرامنتو كينغز وفيلادلفيا سفنتي سيكسرز.

## روابط خارجية
- كين دوريت على موقع إن بي أي (الإنجليزية)
- كين دوريت على موقع سبورتس رفرنس (الإنجليزية)
- كين دوريت على موقع كلية كرة السلة في سبورتس رفرنس.كوم (الإنجليزية)
- كين دوريت على موقع ريلجم (الإنجليزية)
- كين دوريت على موقع بروبوليرز (الإنجليزية)